# 톰과 제리: 수염의 전쟁
《톰과 제리: 수염의 전쟁》(영어: Tom and Jerry in War of the Whiskers)는 2002년에 출시된 VIS 엔터테인먼트의 비디오 게임이다.